# Affluenti del Torrente Mela
Affluenti del Torrente Mela este o arie protejată (arie specială de conservare — SAC, sit de importanță comunitară — SCI) din Italia întinsă pe o suprafață de 1.565 ha, integral pe uscat.

## Localizare
Centrul sitului Affluenti del Torrente Mela este situat la coordonatele 38°04′39″N 15°18′13″E / 38.0776°N 15.303627°E.

## Înființare
Situl Affluenti del Torrente Mela a fost declarat sit de importanță comunitară în septembrie 1995 pentru a proteja 2 specii de plante și 5 specii de animale. Situl a fost protejat și ca arie specială de conservare în decembrie 2015.

## Biodiversitate
Situată în ecoregiunea mediteraneană, aria protejată conține 13 habitate naturale: Pajiști umede mediteraneene cu ierburi înalte de Molinio-Holoschoenion, Pseudostepă cu ierburi și specii anuale de Thero-Brachypodietea, Păduri de stejar alb estice, Fânețe de joasă altitudine (Alopecurus pratensis, Sanguisorba officinalis), Păduri de Quercus suber, Mlaștini alcaline, Galerii și tufărișuri riverane sudice (Nerio-Tamaricetea și Securinegion tinctoriae), Râuri mediteraneene cu debit intermitent, cu specii de Paspalo-Agrostidion, Izvoare petrifiante cu formare de travertin (Cratoneurion), Galerii de Salix alba și de Populus alba, Grohotișuri termofile și vest-mediteraneene, Tufărișuri termo-mediteraneene și de pre-deșert, Păduri de Castanea sativa.
La baza desemnării sitului se află mai multe specii protejate:
- plante (2): Leontodon siculus, Woodwardia radicans
- păsări (5): pescăruș albastru (Alcedo atthis), porumbel gulerat (Columba palumbus), turturică (Streptopelia turtur), mierlă (Turdus merula), sturz-cântător (Turdus philomelos)

Pe lângă speciile protejate, pe teritoriul sitului au mai fost identificate 17 specii de plante, 4 specii de amfibieni, 62 de specii de nevertebrate, 7 specii de reptile.